# Sechs Mädchen suchen Nachtquartier
Sechs Mädchen suchen Nachtquartier ist ein deutsches Stummfilmlustspiel aus dem Jahre 1928 von Hans Behrendt mit Jenny Jugo und Georg Alexander in den Hauptrollen. Der Film basiert auf dem Bühnenstück Gretchen von Gustav Davis und Leopold Lipschütz.

## Handlung
Die sechs Hauptfiguren, Gretchen und ihre fünf Freundinnen, sind arbeitslose Tänzerinnen. Als Gretchen ein Grundstück im fiktiven Ort Malwitz erbt, zieht die Gruppe dorthin. Dort ist kein bewohnbare Haus mehr vorhanden und die Gruppe zieht in das örtliche  Magdalenenheim, eine Resozialisierungsanstalt. Die Betreiberin der Anstalt wettet mit ihrem Neffen, dass dieser keine der Tänzerinnen dazu bringen kann, wieder professionell zu tanzen. Gewinnt der Neffe, entbindet ihn seine Tante von der Pflicht, eine alte Prinzessin zu heiraten.
Unterdessen wird Gretchen von der Tante zur Leiterin des Heims ernannt. Da die Empörung in der lokalen Gemeinschaft wächst, kommt es zu einem Aufstand gegen die Neuankömmlinge. Neffe Casimir gelingt es, die Wette zu gewinnen und eine ungewollte Ehe zu vermeiden. Da er sich zu Gretchen hingezogen fühlt, schenkt er ihr das Magdalenenheim. Die Gruppe beschließt, es ein Tanzetablissement umzuwandeln, und so ein dauerhaftes Zuhause für sich zu schaffen.

## Produktionsnotizen
Sechs Mädchen suchen Nachtquartier entstand im Dezember 1927 und im Januar 1928 im UFA-Atelier von Berlin-Tempelhof, passierte die Filmzensur am 27. Februar 1928 und wurde am 16. März desselben Jahres uraufgeführt. Die Länge des mit Jugendverbot belegten Siebenakters betrug 2663 Meter.
Hans Tintner übernahm die Produktionsleitung. O. F. Werndorff entwarf die von Emil Hasler ausgeführten Filmbauten.

## Kritik
Die österreichische Film-Zeitung sah sich prächtig unterhalten. Dort hieß es: „Wie dann die Weiber der Stadt erst Rache nehmen und sich erst ihre ungetreuen Gatten aus der „Höhle des Lasters“ holen, wie die Girls auf Befehl der Frau Bürgermeisterin eingekastelt werden sollen, auf Befehl des Landesvaters aber ihre verdienstliche (!) Tätigkeit ruhig weiter fortsetzen … das ist mit geradezu überwältigender Komik dargestellt und durch die gute Regie und das glänzende Spiel zu einem Lustspiel allerersten Ranges gestaltet worden.“

## Einzelnachweis
1. ↑  „Sechs Mädchen suchen Nachtquartier“. In: Österreichische Film-Zeitung, 21. April 1928, S. 31 (online bei ANNO).